# Монтічеллі-Брузаті
Монтічеллі-Брузаті (італ. Monticelli Brusati) — муніципалітет в Італії, у регіоні Ломбардія, провінція Брешія.
Монтічеллі-Брузаті розташоване на відстані близько 460 км на північний захід від Рима, 75 км на схід від Мілана, 17 км на північний захід від Брешії.
Населення — 4532 особи (2014).

## Демографія
Населення за роками:

Станом на 1 січня 2023 року в муніципалітеті офіційно проживало 147 іноземців з 30 країн, серед них 36 громадян країн Євросоюзу та 17 громадян України.

## Сусідні муніципалітети
- Ізео
- Оме
- Пассірано
- Полавено
- Провальйо-д'Ізео
- Роденго-Саяно